# Чорна котяча акула китайська
Чорна котяча акула китайська (Apristurus sinensis) — акула з роду Чорна котяча акула родини Котячі акули.

## Опис
Відома за голотипом завдовжки 41,7 см — нестатевозрілим самцем. Вчені вважають, що може досягати 50-55 см. Морда коротка, кутовата, загострена. Ніс довгий, становить 10% довжини усього тіла, широкий в основі, загострений на кінці. Очі маленькі (3% довжини тіла) з мигательною перетинкою. За ними розташовані невеличкі бризкальця. Надочний сенсорний канал переривчастий. Ніздрі широкі, їх ширина дорівнює відстані між ніздрями. Має носові клапани. Верхні губні борозни довші за нижні. Рот помірно довгий, широко зігнутий. Зуби дрібні, з багатьма верхівками, з яких центральна найдовша. У неї 5 пар зябрових щілин середнього розміру. Зяброві перегородки короткі. Тулуб відносно тонкий, звужується до голови. Грудні плавці відносно маленькі, закруглені. Спіральний клапан шлунка має 13-22 витків. Має 2 маленьких спинних плавця. Задній спинний плавець у 1,5 рази більше за передній, проте основа заднього вужча за основу переднього. Черевні плавці низькі. Анальний плавець доволі довгий та широкий, вона у 4 рази більше за довжину його основу.
Забарвлення темно-коричневого до чорного з буруватим відтінком.

## Спосіб життя
Тримається на глибинах 500–600 м. Це малоактивна, повільна акула. Полює на здобич біля дна, є бентофагом. Живиться глибоководними креветками, кальмарами, крабами, а також невеличкою рибою.
Це яйцекладна акула. Стосовно процесу розмноження не достатньо відомостей.
Не є об'єктом промислового вилову.

## Розповсюдження
Мешкає у Південно-Китайському морі.